# Cinema in Sicilia
(Leonardo Sciascia)
(Gesualdo Bufalino)

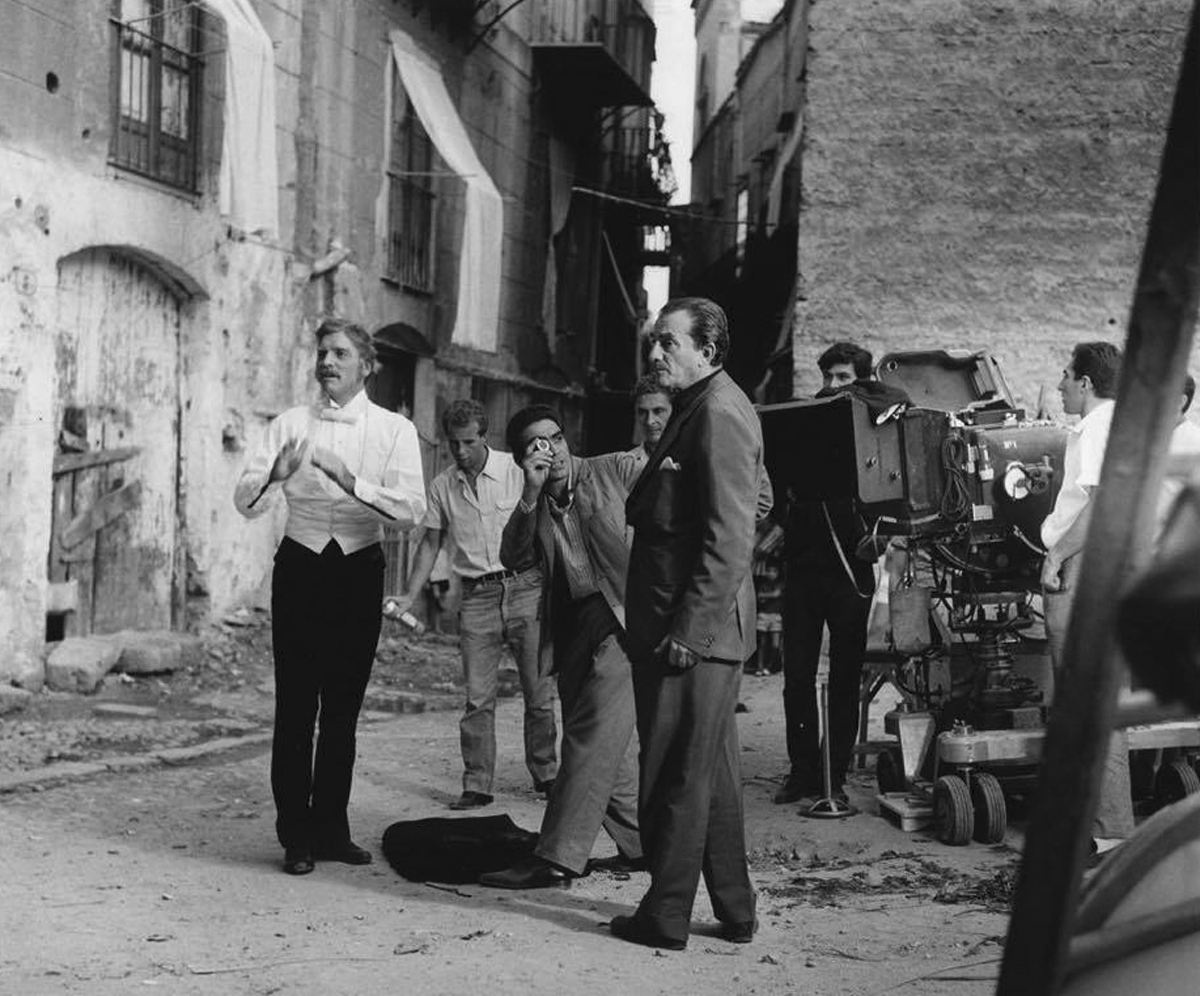
Luchino Visconti e Burt Lancaster sul set esterno de Il Gattopardo (1963), in piazza Croce dei Vespri, Palermo.

La storia del cinema in Sicilia inizia già negli ultimi anni del XIX secolo con l'arrivo del cinematografo dei fratelli Lumière nell'aprile del 1897 al Teatro Garibaldi di Palermo, a distanza di poco più di un anno dalla prima proiezione cinematografica pubblica al Grand Café del Boulevard des Capucines di Parigi, il 28 dicembre 1895. Lo sviluppo e l'espansione, nel tempo, hanno registrato opere cinematografiche, case di produzione e cineasti di rilievo. Nel corso dei decenni inoltre l'Isola, con le sue città grandi e piccole, i suoi paesaggi e i suoi numerosi letterati, ha fornito le basi per molti importanti set cinematografici.
Secondo il sito web IMDb, sono più di mille i titoli girati in Sicilia (inclusi i film a soggetto, i documentari e le pellicole ispirate dalle opere letterarie dei prolifici autori siciliani), il chè rende la Sicilia, dopo il Lazio con Roma in cui ha sede Cinecittà, la regione italiana in cui sono stati girati più film.

## Case di produzione
Nel 1905 sorge a Palermo la Lucarelli Film, la prima casa di produzione siciliana fondata da Raffaello Lucarelli e consorziata con la francese Pathé, che durante la sua attività produsse sedici film a soggetto sino alla metà degli anni Venti del Novecento. Contestualmente, la prima sala cinematografica siciliana è l'Edison Saal, ufficialmente fondata dallo stesso Lucarelli nell'ottobre del 1905. Nel capoluogo siciliano furono fondate al contempo la Azzurri Film da Paolo Azzurri, e la Lumen Film, Casa italo-elvetica, da Albert Roth-De Markus, alle quali si aggiunsero la Gloria-Sicula e la Dore Film.
Palermo è stata, ed è a tutt'oggi, la città-set siciliana più prolifica con ben 165 film a soggetto (esclusi i documentari) girati nel solo Novecento, frequentata nello scorso secolo da molti dei più grandi cineasti italiani, quali Alessandro Blasetti, Pietro Germi, Luchino Visconti, Roberto Rossellini, Paolo e Vittorio Taviani, Francesco Rosi, Vittorio De Sica, Michelangelo Antonioni, Pier Paolo Pasolini, Alberto Lattuada, Franco Zeffirelli, Marco Ferreri, Damiano Damiani, Pasquale Squitieri, Giuseppe Patroni Griffi, Giuseppe Tornatore, così come stranieri, come Charles Krauss, William Keighley, Jean-Paul Le Chanois, Jim O’Connolly, Martin Ritt, Richard Fleischer, Klaus Maria Brandauer, Anthony Minghella, Francis Ford Coppola, Werner Herzog, Michael Cimino e Wim Wenders.
Nel 1913 fu costituita a Catania dal commediografo Nino Martoglio una Morgana Film (da non confondere con una società romana, soltanto omonima, per la quale nel 1914 lavorò lo stesso Martoglio), ma di essa non si conoscono film prodotti. Ancora a Catania, il 31 dicembre dello stesso anno nacque la Etna Film con direttore artistico Giuseppe De Liguoro che restò in attività sino alla metà del 1915 realizzando una decina di film. Nella città etnea nacquero tra il 1914 e il 1916 altre piccole case produttrici come la Jonio Film, la Sicula Film e la Katana Film, ma ebbero tutte scarsa durata e poca produzione. Nel 1919 sorge a Cefalù la Cephaledia Film, che però, nonostante si avvalga della distribuzione U.C.I., produsse solo due film.

Pubblicità della "Etna Film" di Catania pubblicata sul periodico Vita cinematografica di Torino, dicembre 1914

Nel 1914 sorse a Palermo la Scuola di recitazione per attori cinematografici fondata ancora da Paolo Azzurri.
Sempre a Palermo, la Lucarelli Film diventa: Industrie Cinematografiche Lucarelli. Nel 1945 viene fondata dai fratelli Gorgone la Sicania Film che muta denominazione in Organizzazione Filmistica Siciliana (O.F.S.), che produce tre film: Malacarne, I cavalieri dalle maschere nere (I Beati Paoli) e Il principe ribelle, tutti del regista Pino Mercanti, sorretta finanziariamente dal Banco di Sicilia fino al 1948, anno in cui fu dismessa.
Altra casa di produzione palermitana fu la Panaria Film, fondata nella seconda metà degli anni quaranta dal nobile Francesco Alliata di Villafranca con Pietro Moncada di Paternò, Renzo Avanzo e Fosco Maraini. Dopo alcuni cortometraggi subacquei, in 35 mm, nelle isole Eolie (i primi girati in Italia) produsse Vulcano con Anna Magnani e La carrozza d'oro di Jean Renoir. Chiuse, oberata dai debiti, nel 1956.
All'inizio degli anni cinquanta un gruppo di intellettuali messinesi diede vita alla Faro Film, che, dopo aver edito diversi documentari, produsse il suo primo film con Il cappotto di Alberto Lattuada. Dopo il successo, anche internazionale, di questa prima pellicola, la "Faro" realizzò solo altri quattro film di assai minore rilevanza
Nel 1971 nasceva a Palermo la Cooperativa Lavoratori del Cinema e del Teatro (C.L.C.T.) per iniziativa di alcuni tecnici del cinema che avevano lavorato sul set dell'ultimo film diretto da Pino Mercanti, The Underground. la cooperativa, di cui nel 1978 divenne presidente Giuseppe Tornatore, produsse 4 film: Cento giorni a Palermo (1983), di Giuseppe Ferrara, Disamistade (1988), di Gianfranco Cabiddu, Diario senza date (1995) di Roberto Andò e Il Buma (2002), di Giovanni Massa. La cooperativa è stata attiva anche nel settore della produzione di documentari e dell'organizzazione di festival e rassegne. È stata sciolta nel 2007, ma la produzione è continuata con la fondazione, da parte di alcuni dei soci della C.L.C.T., della società Ferribotte film.
In tempi più recenti si possono ricordare la società cooperativa di produzione cinematografica Arbash Film, fondata nel 1989 ad Aliminusa in provincia di Palermo, dal regista Pasquale Scimeca. A Bagheria ad opera dei fratelli Tornatore nasce la Sciarlò che ha prodotto Lo schermo a tre punte, Il dolce e l'amaro, Due amici e Il manoscritto del Principe di Roberto Andò e coprodotto La leggenda del pianista sull'oceano. Dal 2005 Maria Grazia Cucinotta produce film con la casa Italian Dreams Factory, come Viola di mare e L'imbroglio nel lenzuolo. Infine la Regione Siciliana ha messo in campo nel 2008 Cinesicilia, che ha coprodotto tra gli altri Malavoglia di Scimeca e Terraferma di Emanuele Crialese.

## I film girati

Angelo Musco ne Lo smemorato (1936)

I pionieri del cinema muto in Sicilia furono prima Raffaello Lucarelli che fondò la Lucarelli Film a Palermo nel 1905, avvalendosi di un vivaio attoriale reclutato stabilmente per le prime opere, tra i quali Edmondo Barbieri, Egloge Nissim, Maria Malvica, Leo Bonfante, Mary Valery, ecc. Nel capoluogo siciliano furono fondate contestualmente la Azzurri Film da Paolo Azzurri, creatore anche della prima accademia attoriale siciliana.
La compagnia dell'attore catanese Giovanni Grasso, composta fra gli altri da Virginia Balistrieri, Giacinta Pezzana e Totò Majorana e gli scrittori Nino Martoglio e Giovanni Verga che ad inizio XX secolo realizzarono una serie di corti e medio-metraggi. Luigi Pirandello invece, seguì con interesse l'evolversi della cinematografia partecipando tra il 1929 ed il 1936, alle sceneggiature di alcuni film, ad iniziare da La canzone dell'amore, primo film sonoro realizzato in Italia nel 1930.
I film in bianco e nero interpretati negli anni trenta da Angelo Musco e dal suo gruppo teatrale furono tra i primi lungometraggi girati in Sicilia e sono da considerarsi l'anello di congiunzione fra il teatro dialettale siciliano ed il cinema. Altri importanti film girati in Sicilia negli anni Trenta sono 1860 di Alessandro Blasetti (1934), Casta Diva di Carmine Gallone (1935) e Carmela di Calzavara.
Nei primi anni del dopo guerra fra i vari film girati sull'isola merita una menzione particolare la pellicola neorealista La terra trema (1947) di Luchino Visconti, una libera reinterpretazione del romanzo I Malavoglia di Giovanni Verga. Sul set Visconti scritturò gli stessi pescatori di Acitrezza invece di attori professionisti. Visconti torna in Sicilia negli anni sessanta per realizzare Il Gattopardo (tratto dalla omonima opera di Giuseppe Tomasi di Lampedusa) con un cast d'eccezione: Claudia Cardinale, Alain Delon e Burt Lancaster.
La Sicilia è anche in tutto o in parte al centro della "trilogia" dedicata da Zampa all'Italia del dopoguerra (Anni difficili nel 1948, Anni facili nel 1953 e L'arte di arrangiarsi nel 1954) nella quale in regista romano si avvale della collaborazione di Vitaliano Brancati, la cui vena sarcastica comporterà per quei film molti problemi con la censura del tempo.
Nel 1950 nelle Eolie si sviluppa il confronto a distanza tra Ingrid Bergman che interpreta, diretta da Rossellini Stromboli (Terra di Dio), ed Anna Magnani che risponde con Vulcano, affidandone la regia a Dieterle, in un contrasto sia cinematografico che personale. Le stesse isole (oltre a Noto) fanno da sfondo, dieci anni dopo, al primo film della trilogia "esistenziale" di Antonioni, L'avventura.
La trasposizione sul grande schermo del ricchissimo patrimonio letterario siciliano interessò opere di molti scrittori. Vennero realizzati film tratti da opere di Leonardo Sciascia, Luigi Capuana, Federico De Roberto, Ercole Patti, Elio Vittorini, Gesualdo Bufalino e Luigi Pirandello. Particolarmente importanti le trasposizioni sul grande schermo derivate da opere di Sciascia: A ciascuno il suo, Il giorno della civetta ed il recente Il consiglio d'Egitto solo per citarne alcuni. Da Pirandello nel 1984 i fratelli Taviani realizzarono il film Kaos.

Burt Lancaster e Claudia Cardinale sul set de Il Gattopardo (1963), a Palazzo Gangi di Palermo.

Secondo alcuni critici, come Sebastiano Gesù e Antonio La Torre Giordano, sono gli stessi siciliani a prestarsi alla finzione cinematografica e per molti versi rimarcano quelli che sono i tradizionali stereotipi con cui vengono identificati gli italiani in genere. Di sicuro alcuni tratti caratteriali degli isolani insieme ad alcune ambientazioni hanno fornito naturali sceneggiature di facile adattamento cinematografico e di sicuro successo come Divorzio all'italiana e il film della Wertmüller Mimì metallurgico ferito nell'onore.
Il regista Pier Paolo Pasolini girò alcune scene di Il Vangelo secondo Matteo, Teorema, Porcile ed I racconti di Canterbury alle pendici dell'Etna e a Catania.
Anche alcune scene del suo film-documento Comizi d'amore furono girate in Sicilia.
Inoltre, vanno ricordati i numerosi "Spaghetti-western" girati sia da Sergio Leone che dai dissacranti Franco e Ciccio, che spesso preferivano i paesaggi aridi e rocciosi della Sicilia interna.

### Mafia

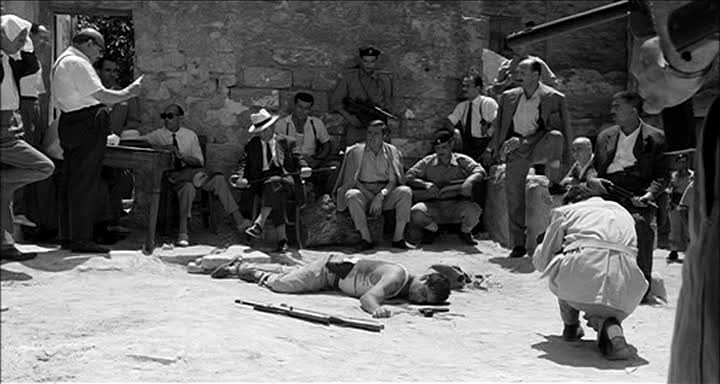
Il cadavere di Salvatore Giuliano nell'omonimo film di Francesco Rosi, girato alle porte di Palermo

Parlando del cinema in Sicilia vengono subito in mente la fiction per la televisione la piovra, la saga de Il padrino e i gangster. L'italo-americano Mario Puzo, autore de Il padrino (The Godfather) di Francis Ford Coppola ha fornito il soggetto per la famosa saga di don Corleone, girando alcune scene in Sicilia, in realtà portata sullo schermo in maniera incompleta senza il quarto ed ultimo episodio finale.
Salvatore Giuliano è stato sicuramente il personaggio storico siciliano a cui il cinema ha dato maggiore risalto. Probabilmente il film di maggiore rigore fu Salvatore Giuliano (1961) di Francesco Rosi, girato ed ambientato dove effettivamente visse il personaggio fra Montelepre e Castelvetrano. La figura di Giuliano fu in altri casi romanzata come ne Il Siciliano di Michael Cimino, tratto sempre da un'opera di Puzo e girato a Caltabellotta, in provincia di Agrigento.

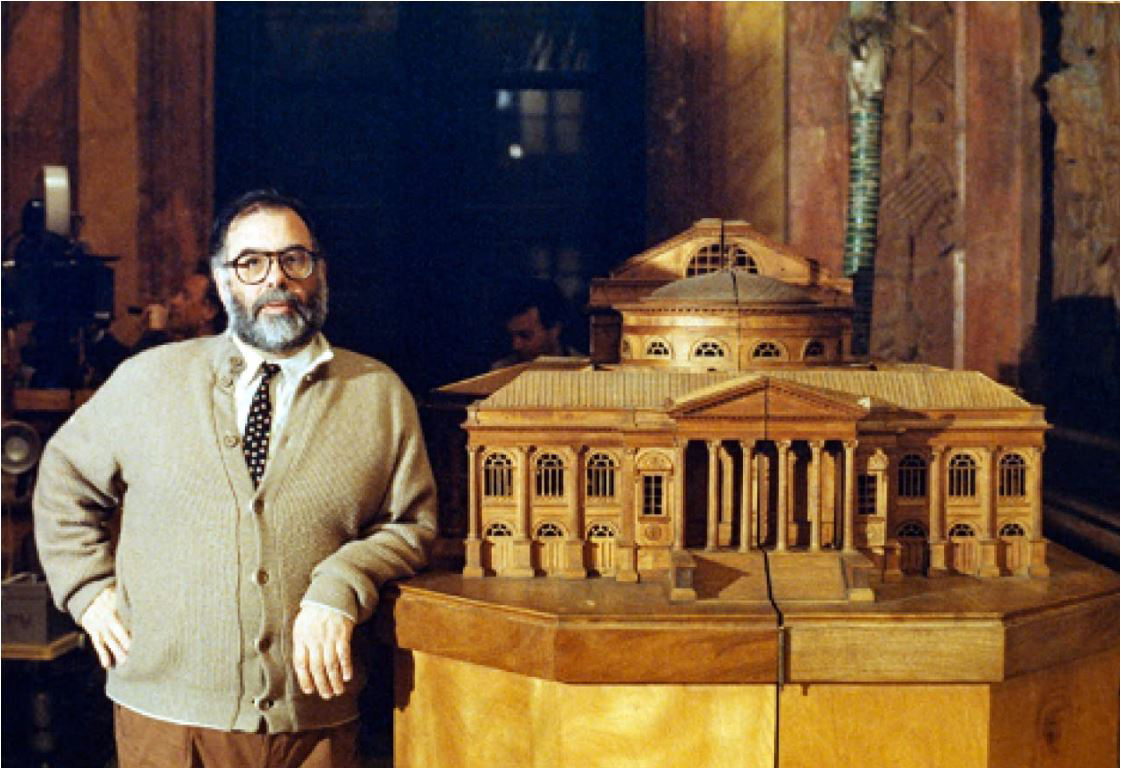
Francis Ford Coppola al Teatro Massimo di Palermo per girare Il padrino - Parte III (1991).

In Segreti di Stato (regia di Paolo Benvenuti, 2003), la figura dell'uomo di Montelepre e le sue responsabilità nella triste strage di Portella della Ginestra viene analizzata in maniera inedita. Tuttavia un posto di rilievo merita anche la filmografia dedicata alla lotta alla mafia; dalle biografie di Giovanni Falcone, Paolo Borsellino, Rosario Livatino, Placido Rizzotto e Peppino Impastato sono stati tratti diversi film.

### Lista di film sulla mafia ambientati in Sicilia (parziale)
- In nome della legge (1949) di Pietro Germi
- Salvatore Giuliano (1961) di Francesco Rosi
- Mafioso (1962) di: Alberto Lattuada
- Il giorno della civetta (1968) di Damiano Damiani
- Confessione di un commissario di polizia al procuratore della repubblica (1971) di Damiano Damiani
- Il padrino (1972) di Francis Ford Coppola
- I familiari delle vittime non saranno avvertiti (1972) di Alberto De Martino
- Il caso Pisciotta (1972) di Eriprando Visconti
- Baciamo le mani (1973) di Vittorio Schiraldi
- Il boss (1973) di Fernando Di Leo
- Il padrino - Parte II (1974) di Francis Ford Coppola
- Gente di rispetto di Luigi Zampa (1975)
- Corleone (1977) di Pasquale Squitieri
- Un uomo in ginocchio (1979) di Damiano Damiani
- Il prefetto di ferro (1977) di Pasquale Squitieri
- Cento giorni a Palermo (1984) di Giuseppe Ferrara
- Il pentito (1985) di Pasquale Squitieri
- Pizza connection (1985) di Damiano Damiani
- Il siciliano (1987) di Michael Cimino
- Il padrino - Parte III (1990) di Francis Ford Coppola
- Dimenticare Palermo (1990) di Francesco Rosi
- Johnny Stecchino (1991) di Roberto Benigni
- Giovanni Falcone (1993) di Giuseppe Ferrara
- La scorta (1993) di Ricky Tognazzi
- Palermo Milano - Solo andata (1995) di Claudio Fragasso
- Placido Rizzotto (2000) di Pasquale Scimeca
- I cento passi (2000) di Marco Tullio Giordana
- Gli angeli di Borsellino (2003) di Rocco Cesareo
- Alla luce del sole (2004) di Roberto Faenza
- Milano Palermo - Il ritorno (2007) di Claudio Fragasso
- L'uomo di vetro (2007) di Stefano Incerti
- Il dolce e l'amaro (2007) di Andrea Porporati
- La siciliana ribelle (2009) di Marco Amenta
- La mafia uccide solo d'estate (2013) di Pif
- Malamuri (2016) di Federico Maio

## Il cinema dei siculo-americani

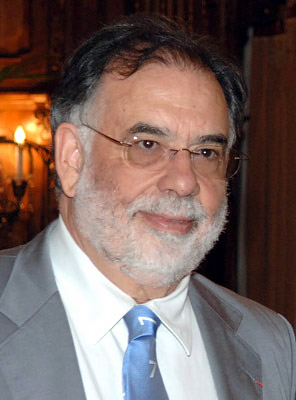
Francis Ford Coppola

Un grosso contributo al cinema isolano deriva dalle opere svolte da figli di emigranti di origine siciliana o del meridione d'Italia. Frank Capra, Francis Ford Coppola (di origine lucana) e la figlia Sofia, Michael Cimino, e lo scrittore Mario Puzo pur se di origine campana.
Inoltre sono, tra gli altri, di chiare origini siciliane gli attori: Al Pacino, Steve Buscemi, Nicolas Cage (in realtà Nicholas Kim Coppola), Ray Liotta, John Turturro, John Travolta, Vincent Schiavelli (ritornato negli ultimi anni in Sicilia).

## Attori

Franco e Ciccio in Due mafiosi nel Far West

Franco Franchi e Ciccio Ingrassia sono oramai definiti da larga parte della critica come un cult ed oggi la regione vanta numerosi altri artisti. Gli attori sono distinti da taluni in catanesi e palermitani a seconda delle scuole di provenienza. I primi, soprattutto furono legati alle figure di Turi Ferro, Umberto Spadaro e Salvo Randone (quest'ultimo siracusano) veri e propri talenti teatrali, prima che cinematografici sino a ieri.
Da quella scuola provengono artisti affermati come Leo Gullotta, Aldo Puglisi, Pippo Pattavina, Tuccio Musumeci, Gilberto Idonea, Litterio Guarnieri, Daniela Rocca ed emergenti come Donatella Finocchiaro, Tiziana Lodato, Francesco Giuffrida e David Coco.
Fra i palermitani forse manca un caposcuola, ma oggi da quel filone provengono alcune importanti attori come Niccolò Accursio Di Leo, Pino Caruso, Lando Buzzanca, Tony Sperandeo, Giovanni Alamia, Paride Benassai, Lollo Franco, Luigi Burruano e attrici come Aurora Quattrocchi e Isabella Ragonese. Artisti trasversali rispetto a queste due scuole sono oggi i messinesi Nino Frassica, Ninni Bruschetta e Maria Grazia Cucinotta, l'augustano Giuseppe Fiorello gli acesi Antonio Catania e Miriam Leone.
Numerosi sono gli attori siciliani formati, a partire dagli anni ‘90, dalle “Accademie” romane: Enrico Lo Verso, Luigi Lo Cascio, Paolo Briguglia, Fabrizio Romano, Claudio Gioè, Francesco Scianna, Manuela Spartà, Marco Iannitello, Alessio Vassallo e Miriam Dalmazio.
Ma il cinema in Sicilia fu anche fatto da artisti che partiti da modesti palcoscenici popolari (magari dialettali), con semplicità ed ironia arrivarono alla ribalta nazionale come Franco e Ciccio ieri e Ficarra e Picone oggi, e la compagnia teatrale di Angelo Musco e Rosina Anselmi, del pioniere catanese Giovanni Grasso la cui attività forse merita una rivalutazione artistica.

## Registi
Oggi il cinema è affidato ad affermati registi siciliani, come il premio Oscar Giuseppe Tornatore, e poi Pasquale Scimeca, Aurelio Grimaldi, Marco Amenta, Roberto Andò, Emanuele Crialese, Pif, Luca Guadagnino e Daniele Gangemi, ma anche a registi alternativi come Ciprì e Maresco. E a Roberta Torre, siciliana d'adozione.
Fra i registi con esperienze televisive si ricordi Beppe Cino e Giovanni Virgilio.
Tra i documentaristi Costanza Quatriglio e una siciliana d'adozione come Giovanna Taviani.
A Palermo da alcuni anni vi è la sezione "documentario" per giovani registi del Centro Sperimentale di Cinematografia di Roma.
Da non dimenticare la produzione del regista Vittorio De Seta, così come quella di Pino Mercanti, Vittorio Sala, Basilio Franchina e Franco Indovina, palermitani di nascita.

## Fiction e soap
Quando la odierna fiction veniva ancora chiamata più semplicemente sceneggiato, il commissario Corrado Cattani (interpretato da Michele Placido) ne La piovra faceva il pienone di telespettatori italiani ogni sera, indifferentemente che si trattasse di episodi in prima visione o di repliche. Tale successo renderà La piovra la fiction più seguita di tutti i tempi.
In tempi successivi, dalla mafia l'interesse si è spostato verso l'astuto "commissario Montalbano" e i suoi enigmi siciliani, mirabilmente tratti dall'omonima opera di Andrea Camilleri.

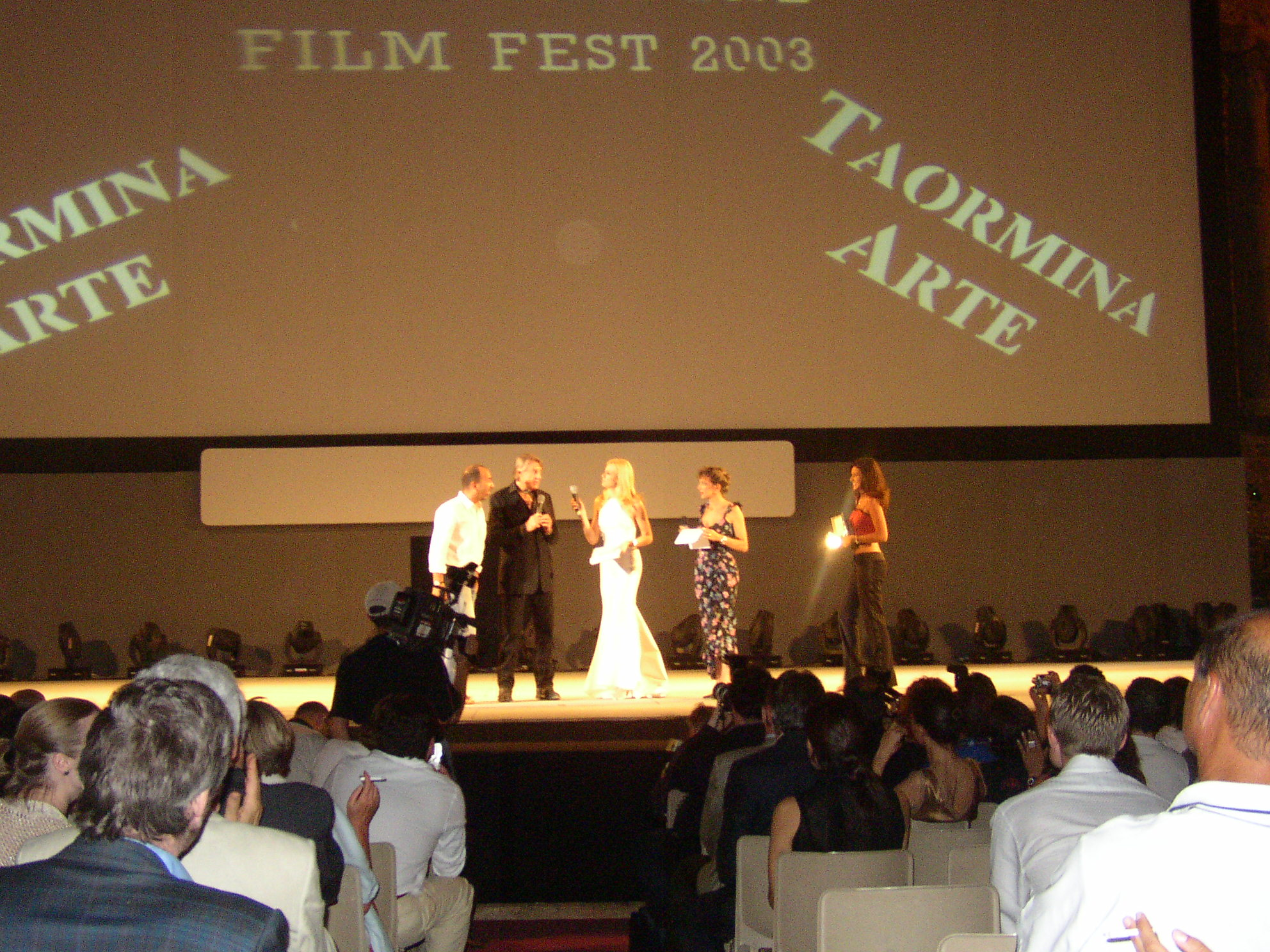
Cerimonia di premiazione al Taormina Film Fest del 2003

Per la telenovela (oggi soap opera) viceversa la Sicilia è stato solo un mercato di consumo, dagli alti ascolti e senza produzioni locali. Solo di recente è stata costituita una società che attraverso la realizzazione di un centro di produzione cinematografico nei pressi di Termini Imerese ha prodotto la soap Agrodolce. Altre fiction girate in Sicilia sono Il segreto dell'acqua, e Squadra antimafia - Palermo oggi.

## Eventi cinematografici
L'evento cinematografico di maggiore rilevanza in Sicilia (storica e di livello internazionale) è il Taormina Film Festival, che annualmente si tiene fin dal 1955 nella città di Taormina.
Altri festival e rassegne si tengono in diverse località, fra questi:
- ad Agrigento si svolge l'Efebo d'oro, un premio cinematografico internazionale assegnato dal 1979 al regista di un film tratto da un'opera letteraria;
- il Festival Internazionale del Cinema di Frontiera dal 2001 a Marzamemi di Pachino;
- CineNostrum (rassegna annuale che si svolge nell'area delle Terme di S. Venera al Pozzo di Aci Catena;
- MigrArti Film Fest a Caltabellotta dedicato ai temi dell'immigrazione e dell'integrazione, sotto la direzione artistica di Sabah Benziadi e sovvenzionato dal MIBACT MiGrArti Ministero di beni e attività culturali;[8]
- il festival Magma, dedicato ai corti, che si svolge ad Acireale
- il Festival del cinema sportivo Sport film festival, a Palermo.

Nelle Eolie dal 2007 si svolge il festival internazionale del documentario narrativo SalinaDocFest.
A Siracusa dal 2009 si svolge un Festival sui collegamenti tematici tra le arti visive e la responsabilità sociale: l'ARES Film e Media Festival. Nel 2008 nasce il MizzicaFILM Festival, un festival sui generis e itinerante dove si vince una stretta di mano.
Nasce nel 2011 il primo festival internazionale di cinema LGBT e nuove visioni  del Mediterraneo, il Sicilia Queer Filmfest, che si svolge a Palermo nel mese di giugno. Dal 2010 a Floridia è presente il Floridia Film Fest, evento che rivaluta il cinema italiano di genere. L'unica scuola di cinema che forma i registi del documentario è quella del Centro sperimentale di cinematografia, che ha la sua unica sede nel sud Italia a Palermo.

## Elenco cronologico (parziale)
Si tratta di film ambientati totalmente o con alcune riprese in Sicilia. Palermo, il capoluogo isolano si conferma il set principale della Sicilia, però importanti film sono stati girati anche nel Catanese, nel Messinese, nel Trapanese e fra Ragusa e provincia.

### Dal muto al 1960
- Il romanzo, regia di Nino Martoglio (1913), con Giovanni Grasso
- Capitan Blanco, regia di Nino Martoglio (1914), con Giovanni Grasso
- Cavalleria Rusticana, regia di Mario Gargiulo (1924), con Giovanni Grasso
- San Giovanni decollato, regia di Telemaco Ruggeri (1917)
- 1860, regia di Alessandro Blasetti (1934)

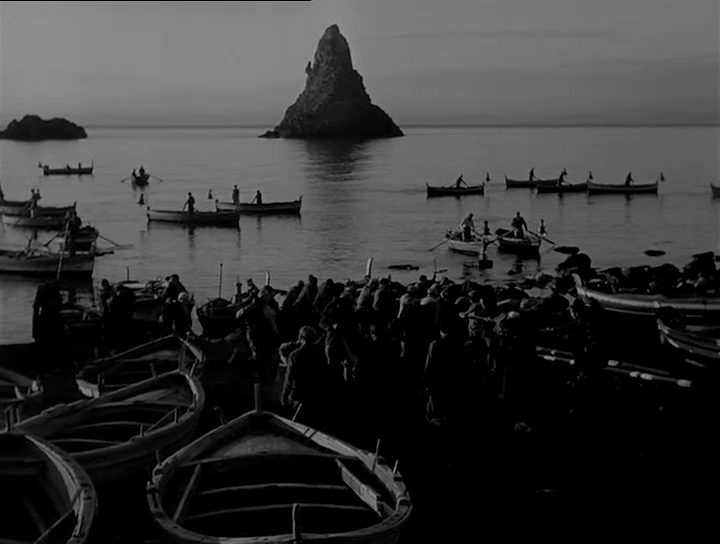
I faraglioni di Acitrezza in un fotogramma di La terra trema di Luchino Visconti (1948)

- L'eredità dello zio buonanima, regia di Amleto Palermi (1934)
- Paraninfo, regia di Amleto Palermi (1934), ispirato alla commedia teatrale Lu Paraninfu, di Luigi Capuana
- Casta diva, regia di Carmine Gallone (1935)
- L'aria del continente, regia di Gennaro Righelli (1935)
- Fiat voluntas Dei, regia di Amleto Palermi (1935)
- Pensaci, Giacomino!, regia di Gennaro Righelli (1935)
- Re di denari, regia di Enrico Guazzoni (1936)
- Gatta ci cova, regia di Gennaro Righelli (1937)
- Il feroce Saladino, regia di Mario Bonnard (1937)
- Cavalleria rusticana, regia di Amleto Palermi (1939)
- La bella addormentata, regia di Luigi Chiarini (1942)
- Carmela, regia di Flavio Calzavara (1942)
- Gelosia, regia di Ferdinando Maria Poggioli (1942)
- All'ombra della gloria, regia di Pino Mercanti (1945)
- Una campana per Adano (A Bell for Adano), regia di Henry King (1945)
- Malacarne, regia di Pino Mercanti (1946), ambientato e girato a Scopello
- I cavalieri dalle maschere nere (I Beati Paoli), regia di Pino Mercanti (1947)
- Il principe ribelle, regia di Pino Mercanti (1947)
- I fuorilegge, regia di Aldo Vergano (1947)
- Anni difficili, regia di Luigi Zampa (1948), girato a Modica, in Provincia di Ragusa
- La terra trema, regia di Luchino Visconti (1948), ambientato e girato ad Acitrezza
- Vespro siciliano, regia di Giorgio Pàstina (1949)
- È primavera..., regia di Renato Castellani (1949)
- In nome della legge (1949), regia di Pietro Germi, girato a Sciacca

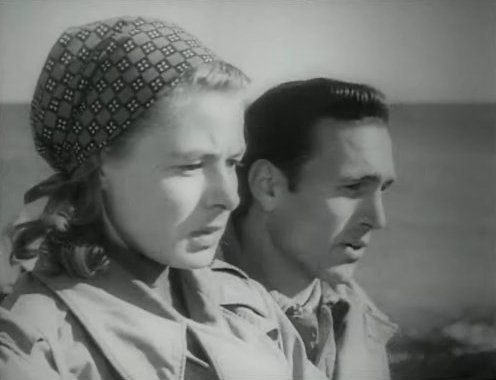
Ingrid Bergman e Mario Vitale in Stromboli terra di Dio (1950)

- Stromboli terra di Dio (1950) di Roberto Rossellini con Ingrid Bergman. Ambientato e girato nell'isola di Stromboli
- Vulcano, con Anna Magnani. Ambientato a Vulcano ma girato a Lipari
- Gli inesorabili (1950)
- Il cammino della speranza, regia di Pietro Germi (1950) (girato a Favara)
- Il segreto delle tre punte, regia di Carlo Ludovico Bragaglia (1952)
- C'era una volta Angelo Musco, regia di Giorgio Walter Chili (1953)
- Anni facili, regia di Luigi Zampa (1953)
- L'arte di arrangiarsi, regia di Luigi Zampa (1954), girato a Catania
- Vacanze d'Amore, regia di Jean-Paul Le Chanois (1955)
- Agguato sul mare, regia di Pino Mercanti (1956). Girato a Siracusa e provincia.
- I mafiosi, regia di Roberto Mauri (1959)
- Viaggio al centro della Terra (1959), con una sequenza ambientata a Stromboli
- Tipi da spiaggia, regia di Mario Mattoli (1959)
- L'avventura, regia di Michelangelo Antonioni (1960), girato alle isole Eolie; una scena al villaggio Schisina (frazione di Francavilla di Sicilia)
- Il bell'Antonio, regia di Mauro Bolognini (1960), girato ed ambientato a Catania
- Intrigo a Taormina, regia di Giorgio Bianchi (1960)

### Dal 1961 al 1979
- L'assedio di Siracusa
- L'onorata società
- Jessica
- I nuovi angeli di Ugo Gregoretti (1962). Un episodio viene girato a Favara.
- Salvatore Giuliano di Francesco Rosi (1962). Girato ed ambientato fra Montelepre, Montedoro e Castelvetrano.
- Il Gattopardo di Luchino Visconti (1963). Girato ed ambientato fra Palermo, Ciminna, Santa Margherita di Belice e Palma di Montechiaro.
- Un uomo da bruciare
- Il tiranno di Siracusa

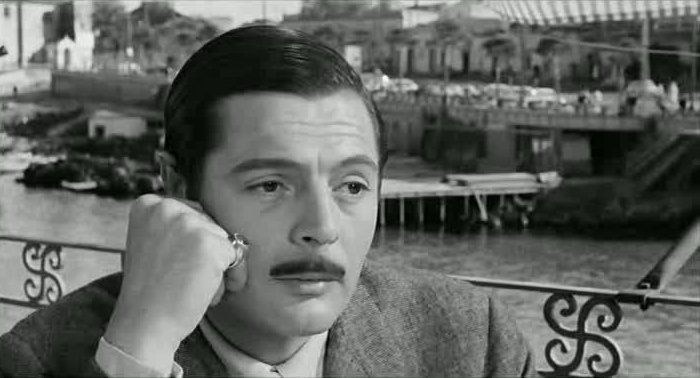
Marcello Mastroianni in Divorzio all'italiana

- Divorzio all'italiana di Pietro Germi. Girato fra Catania, Ispica e Ragusa Ibla.
- Mafioso
- Liolà di Alessandro Blasetti (1963)
- La mafia lo chiamava il Santo ma era un castigo di Dio (Vendetta for the Saint), regia di Jim O'Connolly (1969)
- Comizi d'amore
- Divorzio alla siciliana
- I due mafiosi
- Sedotta e abbandonata di Pietro Germi. Girato a Sciacca.
- Papà, ma che cosa hai fatto in guerra?
- Gente d'onore
- A ciascuno il suo di Elio Petri (1967). Girato a Cefalù.
- Assicurasi vergine, regia di Giorgio Bianchi (1967). Girato a Ragusa e Siracusa.
- Don Giovanni in Sicilia di Alberto Lattuada
- I barbieri di Sicilia
- La fratellanza (The Brotherhood) di Martin Ritt (1968)
- Il giorno della civetta di Damiano Damiani
- L'amante di Gramigna di Carlo Lizzani (1969). Girato a Partinico.
- Porcile di Pier Paolo Pasolini (1969)
- La moglie più bella
- Rosolino Paternò soldato
- Un caso di coscienza di Giovanni Grimaldi (1969)

Il giorno della civetta di Damiano Damiani (1968)

- Il sasso in bocca di Giuseppe Ferrara. Girato a Ragusa.
- Un bellissimo novembre, di Mauro Bolognini. Girato ad Acireale e a Catania.
- La prima notte del dottor Danieli, industriale, col complesso del... giocattolo (1970) di Gianni Grimaldi con Lando Buzzanca. Girato ad Acireale.
- Mimì metallurgico ferito nell'onore di Lina Wertmüller. Ambientato e girato a Catania.
- Bronte: cronaca di un massacro che i libri di storia non hanno raccontato di Florestano Vancini (1972). Ambientato interamente a Bronte.
- Il caso Mattei (1972) di Francesco Rosi. Alcune scene a Gagliano Castelferrato.
- Il caso Pisciotta
- Malizia (1973) di Salvatore Samperi. Ambientato e girato ad Acireale.
- Baciamo le mani di Vittorio Schiraldi (1973)
- Cadaveri eccellenti
- Il prefetto di ferro
- Cagliostro (1975)
- Gente di rispetto, regia di Luigi Zampa (1975)
- L'insegnante di Nando Cicero (1975)
- Fatto di sangue fra due uomini per causa di una vedova. Si sospettano moventi politici (1978) di Lina Wertmüller

Gian Maria Volonté in A ciascuno il suo (1967)

### Dal 1980 al 1999
- Il turno (1981).

Turi Ferro e Laura Antonelli in Malizia (1973)

- Kaos, dei fratelli Taviani con Franco e Ciccio, Claudio Bigagli, Massimo Bonetti ed altri. Girato in parte nella provincia di Ragusa.
- Cento giorni a Palermo di Giuseppe Tornatore e Giuseppe Ferrara (1983). Ambientato interamente e girato a Palermo.
- La piovra (1984) di Damiano Damiani, con Michele Placido, Barbara De Rossi e Massimo Bonetti. La fiction giunse a dieci serie.
- Il siciliano, di Michael Cimino con Christopher Lambert. Girato a Caltabellotta.
- Nuovo Cinema Paradiso, di Giuseppe Tornatore, con Philippe Noiret. Girato fra Palazzo Adriano e Cefalù.
- Mery per sempre di Marco Risi (1988). Ambientato interamente e girato a Palermo.
- Palombella rossa, di e con Nanni Moretti. Ambientato in parte e girato a Acireale.
- Stanno tutti bene

Franco e Ciccio ne «La Giara» episodio del film Kaos (1984)

- Il padrino - Parte III, di Francis Ford Coppola, con Al Pacino. Ambientato fra Corleone e Bagheria ma girato in parte fra Acireale, Taormina, Castello di San Marco (Calatabiano), Savoca, Etna e Palermo.
- Ragazzi fuori di Marco Risi (1990). Ambientato interamente e girato a Palermo.
- Dimenticare Palermo di Francesco Rosi (1990). Ambientato interamente e girato a Palermo.
- Porte aperte di Gianni Amelio (1990).
- Il piccolo diavolo, di e con Roberto Benigni. Ambientato in parte e girato a Taormina.
- Una storia semplice, (1991)
- Johnny Stecchino (1991) di e con Roberto Benigni. Ambientato in parte e girato a Palermo e con molte scene in esterno a Letojanni.
- Il ladro di bambini, di Gianni Amelio con Enrico Lo Verso. Girato in parte nella provincia di Ragusa.
- La discesa di Aclà a Floristella di Aurelio Grimaldi con Tony Sperandeo, Francesco Cusimano, Luigi Maria Burruano, Lucia Sardo. Ambientato interamente e girato nell'omonima miniera di Valguarnera Caropepe.
- Il giudice ragazzino. Ambientato interamente e girato fra Agrigento e Canicattì.
- Caro diario di e con Nanni Moretti (1993). Ambientato in parte e girato alle isole Eolie.
- Storia di una capinera, di Franco Zeffirelli. Ambientato interamente e girato fra Catania e l'Etna.
- Sud, di Gabriele Salvatores. Con Silvio Orlando e Francesca Neri. Girato a Marzamemi.
- Il giorno di San Sebastiano di Pasquale Scimeca (1993).
- La scorta di Ricky Tognazzi. Ambientato quasi interamente e girato in provincia di Trapani.
- Il postino di Michael Radford, con Massimo Troisi, Philippe Noiret e Maria Grazia Cucinotta. Girato a Salina.
- Lo schermo a tre punte (1994) di Giuseppe Tornatore.
- Le buttane di Aurelio Grimaldi (1994). Ambientato a Palermo.
- Mario e il mago (1994) di Klaus Maria Brandauer. Girato a Cefalù (PA)
- Palermo Milano solo andata di Claudio Fragasso (1995) con Giancarlo Giannini e Raul Bova.Giovanni Falcone con Michele Placido.
- L'uomo delle stelle (1995) di Giuseppe Tornatore, con Sergio Castellitto e Tiziana Lodato. Girato in parte in provincia di Ragusa.
- Lo zio di Brooklyn di Daniele Ciprì e Franco Maresco (1995). Ambientato a Palermo.
- La lupa (1996) di Gabriele Lavia. Girato a Vizzini.
- Il commissario Montalbano con Luca Zingaretti. Girato nella provincia di Ragusa.(*)
- Marianna Ucrìa (1997) di Roberto Faenza. Girato a Chiaramonte Gulfi, Palazzolo Acreide, Vendicari.

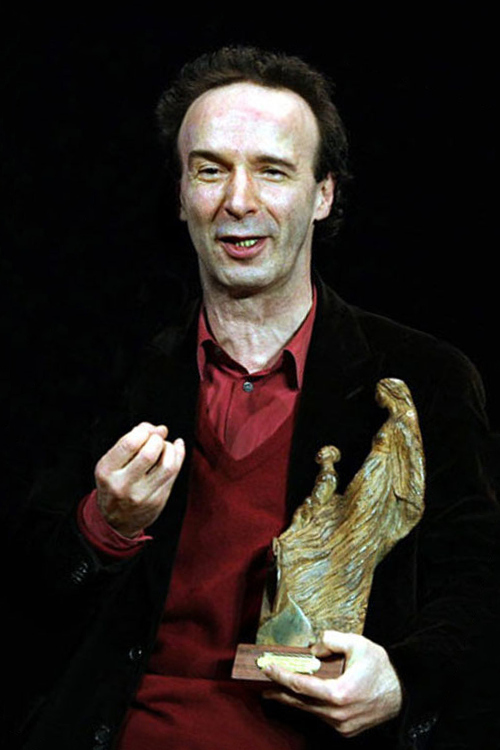
Roberto Benigni

- Vite blindate (*)(1997) con Giulio Scarpati.
- La stanza dello scirocco di Maurizio Sciarra con Francesco Benigno, Tiziana Lodato, Tony Sperandeo e Giancarlo Giannini. Girato fra il castello di Donnafugata (Ragusa) e Monterosso Almo.
- Tano da morire di Roberta Torre (1997). Ambientato e girato nel popolare quartiere della Vucciria di Palermo.
- I briganti di Zabut (1997) di Pasquale Scimeca.
- Stupor mundi (1997) di Pasquale Squitieri
- Totò che visse due volte di Daniele Ciprì e Franco Maresco (1998). Ambientato a Palermo.
- Il macellaio di Aurelio Grimaldi (1998). Ambientato a Palermo
- Gallo cedrone (1998)
- Sicilia! (1999)
- Oltremare - Non è l'America (1999) di Nello Correale con Luca Zingaretti, Tiziana Lodato, Luigi Burruano, Leo Gullotta, Iaia Forte. Girato a Marzamemi (SR) e alle Saline di Trapani.

### Dal 2000
- Placido Rizzotto (2000) di Pasquale Scimeca. Girato fra Isnello e Corleone.
- Malèna, di Giuseppe Tornatore con Monica Bellucci. Ambientato nel paese immaginario di Castelcutò e girato a Siracusa.
- Respiro di Emanuele Crialese, girato interamente a Lampedusa.I cento passi di Marco Tullio Giordana, con Luigi Lo Cascio, Tony Sperandeo, Luigi Burruano. Ambientato e girato a Cinisi.
- Il consiglio d'Egitto di Emidio Greco con Silvio Orlando.
- Nati stanchi con Ficarra e Picone. Girato a Palazzolo Acreide.
- Angela di Roberta Torre, con Donatella Finocchiaro. Ambientato e girato nel popolare quartiere della Vucciria di Palermo.
- Cuore scatenato di Gianluca Sodaro con Luigi Burruano.
- L'isola. Girato ed ambientato ad Favignana.
- Gli astronomi di Diego Ronsisvalle. Ambientato e girato fra Noto, Acireale e Catania.
- L'attentatuni, di Claudio Bonivento (2001). Con Veronica Pivetti e Claudio Amendola. Girato e ambientato a Palermo.
- Avenging Angelo, (2002) con Sylvester Stallone. Girato a Castellammare del Golfo
- My Name Is Tanino (2002) di Paolo Virzì. Girato fra Castellammare del Golfo e San Vito Lo Capo.
- Segreti di stato (2003) di Paolo Benvenuti con Antonio Catania, David Coco e Aldo Puglisi.
- Perduto amor di Franco Battiato. Ambientato e girato in parte a Riposto.
- Il ritorno di Cagliostro di Daniele Ciprì e Franco Maresco (2003). Ambientato a Palermo.
- Gli angeli di Borsellino di Rocco Cesareo (2003)
- L'odore del sangue, (2004), di Mario Martone con Michele Placido e Fanny Ardant - girato a Gibellina
- Come inguaiammo il cinema italiano - La vera storia di Franco e Ciccio di Daniele Ciprì e Franco Maresco (2004) - Palermo
- Alla luce del sole di Roberto Faenza (2005) con Luca Zingaretti. Girato a Palermo.
- Miracolo a Palermo! (2005) di Beppe Cino con Vincent Schiavelli, Luigi Burruano e Tony Sperandeo. Ambientato e girato a Palermo.
- L'amore di Marja
- Tre giorni d'anarchia di Vito Zagarrio con Enrico Lo Verso, Nino Frassica e Tiziana Lodato. Girato fra Enna e Ragusa.
- Giovanni Falcone - L'uomo che sfidò Cosa Nostra
- La mafia è bianca (2005) di Stefano Maria Bianchi e Alberto Nerazzini.
- Il regista di matrimoni di Marco Bellocchio con Sergio Castellitto e Donatella Finocchiaro. Girato a Cefalù.
- I Viceré di Roberto Faenza. Girato fra Acireale e Catania.
- Salvatore - Questa è la vita (2006) di Gian Paolo Cugno con Enrico Lo Verso. Girato fra Marzamemi e Pachino.
- Il sole nero (2006) di Krzysztof Zanussi con Valeria Golino, Remo Girone ed Enrico Lo Verso.
- Agente matrimoniale (2006) di Christian Bisceglia.
- L'uomo di vetro (2006) di Stefano Incerti con David Coco e Tony Sperandeo. Ambientato e girato fra Palermo e Catania.
- In un altro paese di Marco Turco (2006)
- Nuovomondo (2006), di Emanuele Crialese.
- Il figlio della luna (2007), con Lunetta Savino. Girato nel siracusano
- Il 7 e l'8 (2007), diretto da Salvatore Ficarra, Valentino Picone e Giambattista Avellino. Girato a Palermo e Santa Lucia del Mela (ME).
- Una notte blu cobalto (2008), di Daniele Gangemi.
- Il cavaliere Sole (2008), di Pasquale Scimeca. Girato a Palermo, Vizzini, Gangi, Niscemi, Gela.
- Palermo Shooting, (2008) di Wim Wenders
- Sandokan in Sicily, (2009) di Adita Battacharya, con Kabir Bedi.
- Baarìa (2009), di Giuseppe Tornatore. Girato in parte a Bagheria e in parte in Tunisia.
- Viola di mare (2009), di Donatella Maiorca. Girato fra Trapani e Favignana.
- La matassa, regia di Salvatore Ficarra, Valentino Picone e Giambattista Avellino (2009)

### Dal 2010
- Fughe e approdi (2010) di Giovanna Taviani, girato nelle Eolie
- Malavoglia (2010) di Pasquale Scimeca
- La scomparsa di Patò (film), (2010) di Rocco Mortelliti con Neri Marcorè e Nino Frassica, girato a Naro.
- I baci mai dati, (2010) di Roberta Torre, girato nel quartiere Librino di Catania
- La bella società, (2010) di Gian Paolo Cugno, girato tra Enna, Leonforte-Pirato e Torino
- Terraferma, (2011) di Emanuele Crialese, girato a Linosa
- L'amore fa male (2011) di Mirca Viola, girato a Catania
- Il segreto dell'acqua (2011), con Riccardo Scamarcio e Tony Sperandeo girato tra Palermo, Santa Margherita di Belice e Sambuca di Sicilia
- Terramatta (2012) di Costanza Quatriglio
- Amaro amore di Francesco Henderson Pepe girato a Salina
- Il giovane Montalbano, girato nella provincia di Ragusa.
- Via Castellana Bandiera (2013), di Emma Dante, girato a Palermo
- La mafia uccide solo d'estate, regia di Pif (2013)
- Ore diciotto in punto (2014) di Giuseppe Gigliorosso girato a Palermo e provincia
- Andiamo a quel paese, regia di Salvatore Ficarra e Valentino Picone (2014)
- Ustica (2016), di Renzo Martinelli
- Verso casa, regia di Fabrizio Sergi - documentario (2016)
- Malamuri (2016), di Federico Maio, girato a Milazzo e nella Valle del Mela.
- In guerra per amore, regia di Pif (2016)
- L'ora legale, regia di Salvatore Ficarra e Valentino Picone (2017)
- Momenti di trascurabile felicità, regia di Daniele Luchetti (2019)
- Il traditore (2019) di Marco Bellocchio
- La dea fortuna (2019) di Ferzan Özpetek

### Dal 2020
- Il delitto Mattarella (2020) di Aurelio Grimaldi
- Le sorelle Macaluso, regia di Emma Dante (2020)
- Sulla stessa onda, regia di Massimiliano Camaiti (2021)
- Cyrano, regia di Joe Wright (2021)
- Dumilapassi (2023), di Federico Maio, girato a Montalbano Elicona e nei Monti Nebrodi e Monti Peloritani
- Indiana Jones e il quadrante del destino (Indiana Jones and the Dial of Destiny), regia di James Mangold (2023)